# 沈肩元
沈肩元（？年—1638年），號玉虹，南直隶苏州府長洲縣人。明末政治人物。

## 生平
天啓七年（1627年）丁卯科应天府乡试第一百四十名舉人，崇祯七年（1634年）甲戌科三甲一百二十名进士，礼部观政，八年授江西浮梁县知县，十年养病，次年卒。

## 家族
曾祖沈相，祖沈瑜，父沈邦济。